# Lo Crestià

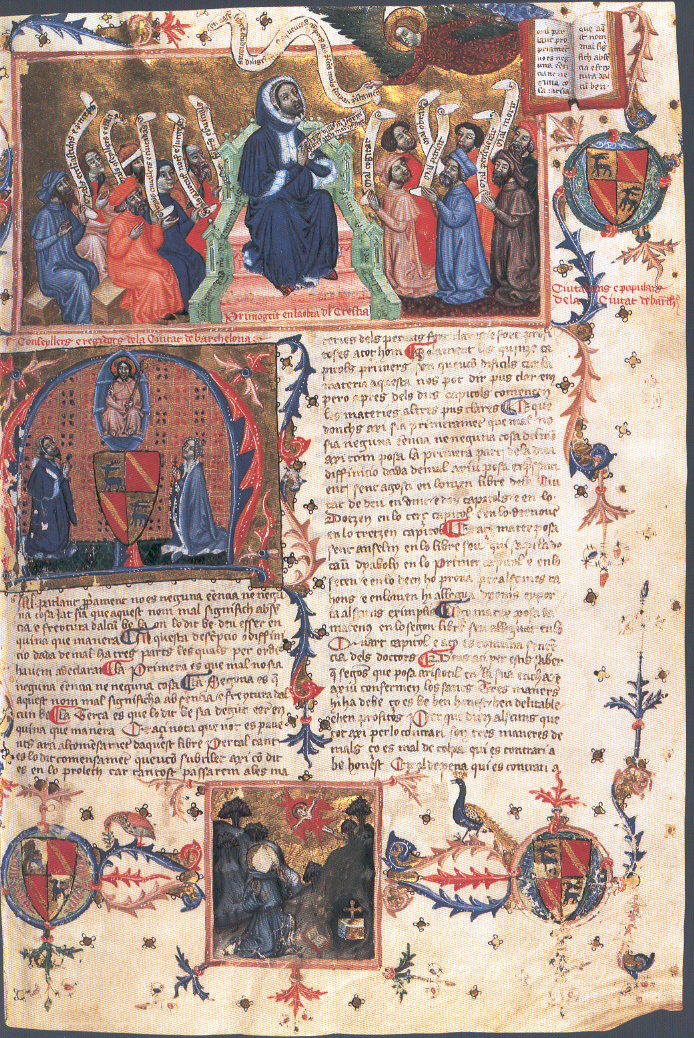
Inicio del Terç del Crestià según el manuscrito 1792 de la Biblioteca Nacional de Madrid. Este manuscrito contiene los capítulos 1-523 de este libro, que tiene en total 1060 capítulos.

Lo Crestià / El Cristiano fue una enciclopedia impulsada por el rey de Aragón Pedro el Ceremonioso y redactada por Francesc Eiximenis entre 1379 y 1392 en catalán. El primer volumen y la mitad del duodécimo fueron publicados por el impresor alemán Lambert Palmart en Valencia en 1483 y 1484 respectivamente.
Según el estudioso suizo-canadiense Curt Wittlin el nombre debería de ser Lo Cristià. Inicialmente debía de constar de trece volúmenes que contendrían "sumariamente todo el fundamento del cristianismo", para estimular al estudio de la teología entre los laicos. Hoy en día se puede decir que es una enciclopedia de la vida medieval. Lo Crestià es una obra universal que marca una etapa importante en la historia de la literatura occidental: es la última de las grandes summa teológicas medievales, y es también uno de los primeros grandes escritos de la literatura didáctica y teológica europea que deja el latín en beneficio de una lengua vernácula, el catalán.

## Plan general
El plan general de la obra aparece en el capítulo 4.º de la introducción a todo Lo Crestià, y es el siguiente:
- Lo Primer llibre tracta què és religió crestiana, e com e de qui ha son començament e son ésser, e quines són ses grans e altes dignitats. ("El primer libro trata de qué es la religión cristiana, y cómo y de quién tiene sus comienzos y su ser, y cuáles son sus grandes y altas dignidades"). Es una introducción general y apologética del cristianismo.
- Lo Segon llibre tracta com l’hom crestià, per diverses llinatges de temptacions, cau de la dignitat de crestianisme e dels dons a ell dats. ("El segundo libro trata de cómo el hombre cristiano, por diversas clases de tentaciones, cae de la dignidad del cristianismo, y de los dones a él dados"). Versa sobre la tentación.
- Lo Terç llibre ensenya quins e quals són los pecats e mals en què l’hom crestià cau quan és vençut per les temptacions en què és posat en esta vida, e per ses grans malignitats e pravitats. ("El tercer libro enseña cuáles son los pecados y males en que el hombre cristiano cae cuando es vencido por las tentaciones en que es puesto en esta vida, y por sus grandes maldades y vilezas"). Trata sobre el mal y las diversas clases de pecados.
- Lo Quart llibre, e els següents, tracten com nostre senyor Déu l’hom caigut relleva meravellosament. E, primerament, pertracta aquest Quart com lo relleva per les sues santes inspiracions e diversos moviments espirituals; e aquí tractarem què és predestinació, e gràcia, e franc arbitre, e aquí aparrà què són los dons e els fruits de l’Esperit Sant, e les set benauirances que lo Salvador preïcà. ("El cuarto libro, y los siguientes, tratan de cómo Nuestro Señor dios alivia al hombre caído milagrosamente. Y, primeramente, trata este cuarto de cómo lo alivia por sus santas inspiraciones y diversos movimientos espirituales; y aquí trataremos qué es predestinación, y gracia, y libre albedrío, y aquí aparecerá qué son los dones y los frutos del Espíritu Santo, y las siete bienaventuranzas que el Salvador predicó"). Versa sobre la libertad del hombre para hacer bien o mal, y la ayuda que recibe de Dios para hacer el bien.
- Lo Quint ensenya com lo relleva per llums e flames moltes, que són les virtuts teologals. ("El quinto libro enseña cómo lo alivia por muchas luces y llamas, que son las virtudes teologales". Trata de las virtudes teologales: Fe, Esperanza y Caridad.
- Lo Sisè llibre tracta com lo relleva per les virtuts morals e cardenals. ("El sexto libro trata de cómo lo alivia por las virtudes morales y cardinales·). Trata de las virtudes cardinales: Prudencia, Templanza, Fortaleza y Justicia.
- Lo Setèn llibre tracta com lo relleva per la sua alta llei, e diversos manaments. ("El séptimo libro trata de cómo lo alivia por su alta ley, y diversos mandamientos". Trata de los diez mandamientos de la Ley de Dios.
- Lo Huitèn llibre ensenya com lo relleva per ostensió de la sua potència e saviesa e clemència, que demostra en les coses creades e governades e ordenades en deguts estaments. ("El octavo libro enseña cómo lo alivia por la ostensión de su potencia y sabiduría y clemencia, que demostra en las cosas creadas y ordenadas en debidos estamentos"). Versa sobre el orden de cosas y criaturas según la mentalidad medieval.
- Lo Novè ensenya com lo relleva e l’afalaga per la incarnació sua, que fonc obra trascendentment amorosa e profitosa a les gents. ("El noveno enseña cómo lo alivia por su encarnación, que fue obra trascentemente amorosa y provechosa a las gentes"). Trata sobre la encarnación.
- Lo Deè ensenya com lo relleva e el conforta e li ajuda per l’alta virtut sua, que en especial ha posada en los sants sagraments. ("El décimo enseña cómo lo alivia y le conforta y le ayuda por la alta virtud suya, que en especial ha puesto en los santos sacramentos"). Trata sobre los sacramentos.
- L’Onzè ensenya com lo relleva e l’il·lumena lo sant estament eclesiàstic e, especialment, per altea de santa religió. ("El undécimo libro enseña cómo lo alivia e ilumina el santo estamento eclesiástico y, especialmente, por alteza de santa religión"). Trata sobre los eclesiásticos, en todas sus modalidades.
- Lo Dotzè tracta com lo relleva per lo bon regiment de tota la cosa pública, ço és a saber, a tots los senyors e a tots llurs súbdits, segons diverses formes e maneres de viure. ("El duodécimo trata de cómo lo alivia por el buen gobierno de toda la cosa pública, és decir, a todos los señores y a todos sus súbditos, según diversas formas y maneras de vivir"). Versa sobre el gobierno de la comunidad.
- Lo Tretzè tracta com lo relleva per menaces de les grans penes, e per promissions dels sobirans béns celestials. ("El decimotercero trata de cómo lo alivia por amenazas de las grandes penas, y por promisiones de los soberanos bienes celestiales"). Trata sobre escatología y el fin del mundo, y el premio o castigo que recibirán las personas entonces, según la mentalidad medieval.

De este proyecto solo se llegaron a escribir los tres primeros libros, dedicados a materias teológico-morales, y el duodécimo, que se refiere al gobierno de la "cosa pública", a los príncipes y a los súbditos. No obstante, materias que iban a integrar otros volúmenes de Lo Crestià aparecen diseminadas por otras obras de Francesc Eiximenis.

## Volúmenes

### Primer volumen
El primer volumen, o Primer del Crestià, fue escrito entre 1379 y 1381, y es una introducción general a la religión cristiana que incluye una refutación de la religión musulmana y de la judaica. Dividido en cuatro partes de diversa proporción, que forman un conjunto de trescientos setenta y seis capítulos, además de cinco capítulos introductorios a todo Lo Crestià, lo cual da un total de trescientos ochenta y un capítulos. El interés del rey Pedro el Ceremonioso por esta producción fue tan importante, que dio órdenes de no dejar salir del convento a Eiximenis "fins que la dita obra haja perfecció" (hasta que dicha obra alcance perfección).

### Segundo volumen
El segundo volumen, o Segon del Crestià, fue escrito entre 1382 y 1383, y analiza el problema de las tentaciones. Dividido en doscientos cuarenta capítulos.

### Tercer volumen
Escrito en 1384, está dividido en doce tratados de diversa proporción, que reúnen mil sesenta capítulos, en los que estudia los concepto de mal y de pecado y hace una presentación muy detallada de los siete pecados capitales y los pecados de la lengua, ampliando los temas tratados en el segundo volumen. Este volumen incluye el apartado cómo usar bien de beber e comida que, aunque no incluye recetas, puede usarse como guía para conocer todo lo que rodeaba a la gastronomía de aquel tiempo, incluyendo el servicio a domicilio de las señoritas, el protocolo y las normas morales aplicadas en la mesa.

### Duodécimo volumen
El duodécimo volumen, o Dotzè del Crestià, escrito entre 1385 y 1392, es un tratado, que suma novecientos siete capítulos, distribuidos en ocho partes en que se estudian los principios fundamentales del gobierno de las ciudades y de las comunidades.

## Ediciones digitales deLo Crestià

### Manuscritos
- Primera mitad (capítulos 1-523) del Terç del Crestià (BNC, ms. 457).

### Incunables
- Primer del Crestià (Valencia, Lambert Palmart, 1483).
- Primera mitad (Capítulos 1-473) del Dotzè del Crestià (Valencia, Lambert Palmart, 1484).

### Lo Crestiàdentro las obras completason line
- Obras completas de Francesc Eiximenis (en catalán y en latín) Archivado el 2 de abril de 2012 en Wayback Machine..